# تیم دوچرخه‌سواری رابوبانک دولوپمنت
تیم دوچرخه‌سواری رابوبانک دولوپمنت (انگلیسی: Rabobank Development Team) یک تیم دوچرخه‌سواری در هلند بود.
این تیم در سال ۱۹۹۷ تأسیس و در سال ۲۰۱۶ منحل شد.